# Morphologie de l'adverbe en français
En linguistique, d'un point de vue morphologique, l'adverbe est une catégorie très hétérogène. Ainsi, un adverbe peut être constitué d'un seul mot (maintenant) ou de plusieurs (tout de suite) — on parle alors de locution adverbiale. Si l'adverbe est normalement invariable, il existe cependant quelques exceptions.
À l'intérieur de cette catégorie, il se dégage toutefois un sous-ensemble plus homogène constitué des adverbes en -ment.
Pour ce qui concerne la syntaxe de l'adverbe, consulter Syntaxe de l'adverbe en français.
Pour ce qui concerne la sémantique de l'adverbe, consulter la section Selon leur sens de l'article Adverbe.

## Formation des adverbes terminés en -ment
De très nombreux adverbes terminés en « -ment » (adverbes de manière, pour la plupart), sont dérivés d'un adjectif (qualificatif le plus souvent) : 
Admirable - admirablement / aisé - aisément / docile - docilement / éperdu - éperdument / gentil - gentiment / hardi - hardiment / premier - premièrement / profond - profondément…
Toutefois, ce procédé ne fonctionne pas avec n'importe quel adjectif. Les adjectifs suivants, par exemple, ne possèdent pas leurs correspondants adverbiaux : 
Acharné / blanc / content / fâché / mobile / tremblant / vexé, etc.

### Adverbes terminés en «-ement»
Les adverbes de manière terminés en « -ement » sont souvent dérivés de l'adjectif qualificatif au féminin :
- Beau - belle - bellement
- Certain - certaine - certainement
- Égal - égale - également
- Lent - lente - lentement
- Parfait - parfaite - parfaitement
- Petit - petite - petitement
- Tel - telle - tellement
- Vif - vive - vivement…

### Adverbes terminés en «-ément»
Certains adverbes présentent la terminaison « -ément » au lieu de « -ement » (il s'agit souvent d'adverbes dérivés d'adjectifs invariables au féminin) : 
- Aveugle - aveuglément
- Conforme - conformément
- Énorme - énormément
- Immense - immensément

Mais :
- Précis - précise - précisément
- Profond - profonde - profondément…

### Adverbes terminés en «-ment»
Lorsque l'adjectif est terminé au masculin par « -ai », « -é », « -i » ou « -u », le suffixe « -ment » est ajouté à cette forme : 
- Aisé - aisément
- Éperdu - éperdument
- Poli - poliment
- Vrai - vraiment…

Quelques exceptions : 
- Assidu - assidue - assidûment (ou assidument)
- Gai - gaie - gaiement (ou gaîment, ou gaiment)
- Gentil - gentille - gentiment
- Goulu - goulue - goulûment (ou goulument)
- Indu - indue - indûment (ou indument)…

### Adverbes terminés en «-amment»
Le suffixe s'écrit « -amment » lorsque ces adverbes sont dérivés d'un adjectif terminé par « -ant » (il s'agit souvent d'un adjectif verbal) : 
- Brillant - brillamment
- Courant - couramment
- Méchant - méchamment
- Puissant - puissamment
- Suffisant - suffisamment
- élégant - élégamment…

### Adverbes terminés en «-emment»
Le suffixe s'écrit « -emment » lorsque ces adverbes sont dérivés d'un adjectif terminé par « -ent », mais le "e" de -emment se prononce parfois "a" : 
- Évident - évidemment
- Insolent - insolemment
- Négligent - négligemment
- Prudent - prudemment
- Violent - violemment…

Quelques exceptions : 
- Lent - lente - lentement
- Présent - présente - présentement…

## Cas particulier des adverbes variables
On sait qu'un adverbe est invariable par nature. Cependant, un nombre restreint d'adverbes peuvent subir certaines modifications morphologiques. C'est surtout le cas de l'adverbe « tout » (dans le sens de tout à fait, ou d'entièrement). Ce type d'exception s'explique uniquement pour des raisons euphoniques. 
- C'est ainsi que, placé devant un adjectif féminin (singulier ou pluriel) commençant par une consonne ou un « h » aspiré, l'adverbe « tout » devient « toute » (au singulier) et « toutes » (au pluriel).

Il est tout petit. Ils sont tout petits. [invariable au masculin]
Elle est toute petite. Elles sont toutes petites. [variable au féminin]
- Placé devant un adjectif commençant par une voyelle ou un « h » muet, ce même adverbe reste invariable, quel que soit le genre ou le nombre de l'adjectif qu'il modifie.

Elle est tout heureuse d'aller à l'école. Elles sont tout émues d'aller à l'école.
- Il conviendra donc de ne pas confondre cet adverbe avec le pronom indéfini de même forme :

Elles sont toutes petites.
Si « toutes » est adverbe, la phrase signifie : « Elles sont tout à fait petites ». Si au contraire « toutes » est pronom indéfini, la phrase signifie alors : « Toutes sont petites ».
- À l'instar de « tout », d'autres adverbes peuvent s'accorder pour les mêmes raisons (et aussi parce que leur origine adjectivale est fortement ressentie). C'est notamment le cas des adverbes : droit, premier, dernier, large, frais, grand, etc. (avec de nombreuses hésitations dans l'application de la règle : doit-il y avoir accord ou pas ?) :

Des fleurs fraîches cueillies.
Pour « des fleurs fraîchement cueillies ».
Des portes grandes ouvertes.
Pour « des portes tout à fait ouvertes ».
Couper les cheveux court / Couper les cheveux courts.
- Julie, tiens-toi droit ! / - Julie, tiens-toi droite !
Des enfants mort-nés // les enfants premiers-nés / les enfants derniers-nés
Des fenêtres large ouvertes / Des fenêtres larges ouvertes
Des nouveau-nés / Des nouveaux-nés.